# Massacro di Dili
Il massacro di Dili (noto anche come massacro di Santa Cruz) fu la repressione violenta delle dimostrazioni indipendentiste di Timor Est avvenuta nel cimitero di Santa Cruz dell'odierna capitale, Dili, il 12 novembre 1991, durante l'occupazione indonesiana di Timor-Est.

## Antefatto

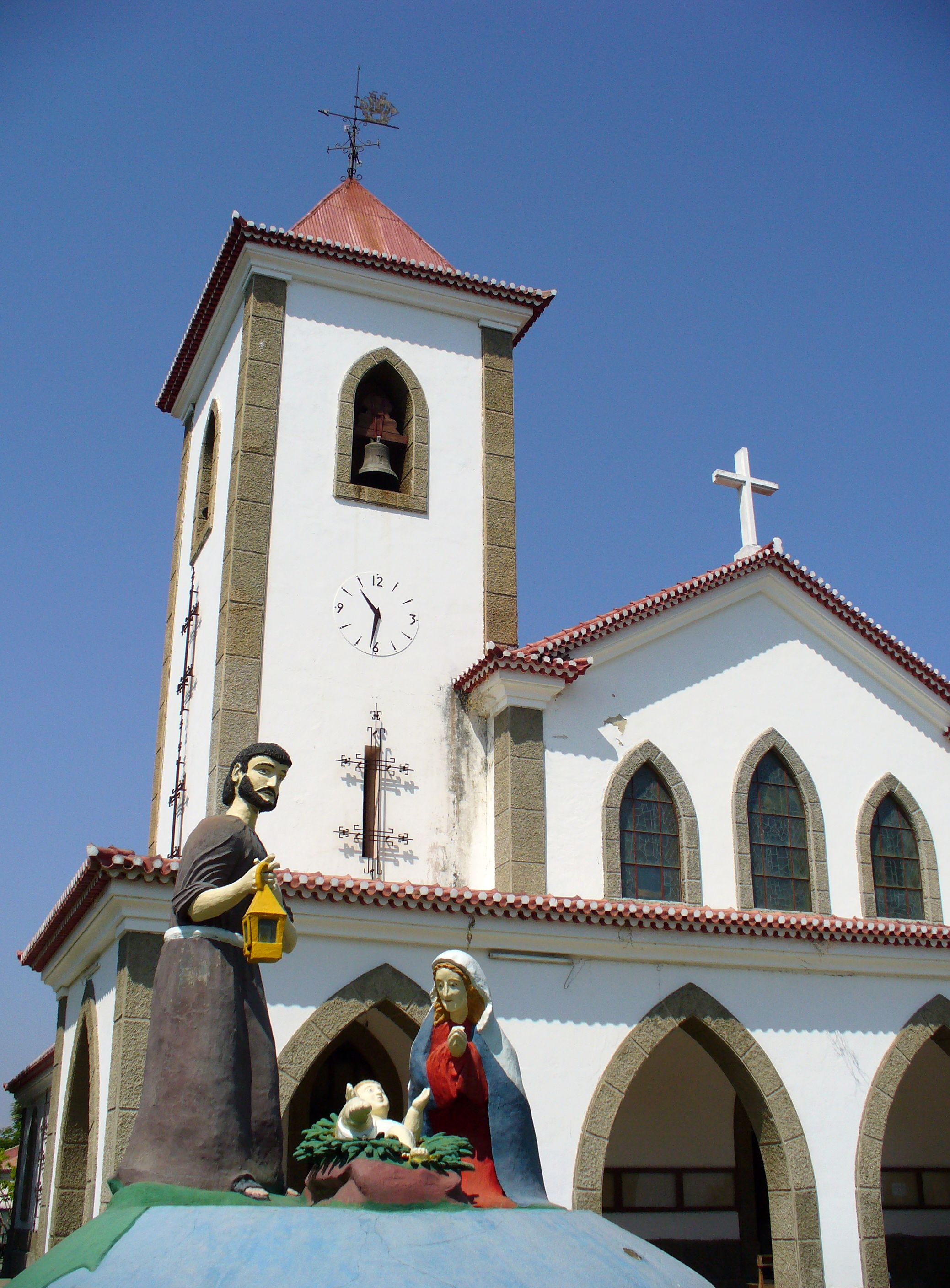
La chiesa di Motael a Dili

Nell'ottobre del 1991 una delegazione di Timor Est composta di membri del Parlamento portoghese e dodici giornalisti era prevista nell'ambito di una visita dell'ispettore delle Nazioni Unite per i diritti umani Pieter Kooijmans. Il governo indonesiano avanzò delle obiezioni alla presenza nella delegazione di Jill Joliffe, un giornalista australiano considerato un sostenitore del movimento indipendentista FRETILIN, e il Portogallo di conseguenza cancellò la delegazione. La cancellazione demoralizzò gli indipendentisti di Timor Est, che avevano sperato di far leva sulla visita per sensibilizzare l'opinione pubblica internazionale circa la loro causa. Vi furono tensioni fra le autorità indonesiane e i giovani di Timor Est nei giorni seguenti alla cancellazione portoghese. Il 28 ottobre le truppe indonesiane avevano individuato un gruppo di resistenza nella chiesa di Motael a Dili. Vi fu uno scontro tra i sostenitori dell'integrazione con l'Indonesia e i fedeli della chiesa; Sebastião Gomes, un indipendentista, fu prelevato dalla chiesa e giustiziato dalle truppe indonesiane, mentre l'attivista per l'integrazione Afonso Henriques fu accoltellato e ucciso durante gli scontri.
Un gruppo di stranieri era giunto a Timor Est per osservare la delegazione portoghese, fra cui i giornalisti indipendenti statunitensi Amy Goodman e Allan Nairn, e il cameraman britannico Max Stahl. Assistettero ai funerali di Gomes il 12 novembre, al termine dei quali migliaia di uomini accompagnarono il defunto a piedi dalla chiesa di Motael al cimitero di Santa Cruz. Lungo il percorso, alcuni esposero striscioni di protesta e bandiere di Timor Est, intonarono slogan e schernirono i soldati indonesiani e gli agenti di polizia. Gli organizzatori della protesta mantennero l'ordine durante la manifestazione; sebbene chiassosa, la folla era pacifica e ordinata, secondo diversi testimoni. Fu la più grande e la più visibile dimostrazione contro l'occupazione indonesiana a partire dal 1975.

## Il massacro
In un breve scontro fra le truppe indonesiane e i dimostranti, il maggiore Gerhan Lantara fu accoltellato. Stahl sostiene che Lantara aveva attaccato una ragazza che esibiva la bandiera di Timor Est e il militante del FRETILIN Constâncio Pinto riporta testimonianze oculari di violenze da parte dei soldati indonesiani e della polizia. Quando la processione raggiunse il cimitero, la testa della processione entrò, mentre molti altri continuarono a protestare fuori dalle mura agitando bandiere e intonando slogan indipendentisti. Le truppe indonesiane erano state presenti durante tutta la manifestazione, successivamente comparve un nuovo gruppo di 200 soldati indonesiani che aprì il fuoco sulla folla. La folla fuggì attraverso l'entrata principale del cimitero e più avanti nello stesso cimitero e fu incalzata dai soldati.
Il massacro fu testimoniato da due giornalisti statunitensi, Amy Goodman e Allan Nairn (che furono caricati) e ripreso da Max Stahl. Mentre Stahl riprendeva il massacro, Goodman e Nairn tentarono di "fare da scudo per i timoresi " frapponendosi tra loro e i soldati indonesiani. I soldati picchiarono la Goodman e quando Nairn accorse in suo soccorso fu pestato con le armi dei soldati, riportando una frattura del cranio. La troupe riuscì a portare il filmato in Australia. Lo consegnò a Saskia Kouwenberg, una giornalista olandese per evitare che fosse sequestrato dalle autorità australiane, che erano state sollecitate dall'Indonesia e sottoposero la troupe ad una perquisizione corporale all'arrivo a Darwin. Il filmato fu utilizzato dal documentario First Tuesday, andato in onda sulla televisione ITV nel Regno Unito nel gennaio del 1992 e in molti documentari successivi. Il filmato di Stahl, insieme alla testimonianza di Nairn e Goodman e di altri, provocò indignazione in tutto il mondo.
Almeno 250 persone di Timor Est furono uccise durante il massacro. John Pilger riporta un totale di 400 morti e dispersi durante le uccisioni del giorno della manifestazione e durante un'altra protesta il giorno successivo. Uno dei morti fu uno studente neozelandese di scienze politiche, Kamal Bamadhaj, e un attivista dei diritti umani. Sebbene le autorità indonesiane avessero descritto l'incidente come una reazione spontanea alla violenza dei manifestanti o un "equivoco", due fatti gettano forti dubbi su questa versione. Uno è la documentazione di violenze di massa perpetrate da truppe indonesiane in fatti come quelli di Quelicai, Lacluta e Kraras. Il secondo è una serie di dichiarazioni di politici e pubblici ufficiali indonesiani, che giustificarono la violenza dei militari. Try Sutrisno, comandante in capo delle forze armate indonesiane, dichiarò due giorni dopo il massacro: "L'esercito non può essere sottovalutato. Alla fine abbiamo dovuto sparare. I delinquenti come questi agitatori devono essere abbattuti e li abbatteremo...."

## Conseguenze
In risposta al massacro, gli attivisti di tutto il mondo organizzarono manifestazioni di solidarietà con Timor Est. Sebbene una piccola rete di volontari si era già impegnata per i diritti umani e per l'autodeterminazione già all'indomani dell'inizio dell'occupazione, la loro attività fronteggiò una nuova urgenza dopo il massacro del 1991. TAPOL, un'organizzazione britannica nata nel 1973 per sostenere la democrazia in Indonesia, concentrò il suo impegno su Timor Est. Negli Stati Uniti fu fondata la East Timor Action Network che aprì subito sezioni in dieci diverse città. Altri gruppi di solidarietà nacquero in Portogallo, Australia, Giappone, Germania, Malaysia, Irlanda e Brasile.
Le immagini televisive del massacro furono trasmesse in tutto il mondo, provocando notevole imbarazzo al governo indonesiano. La notizia fu un esempio lampante di come la crescita dei nuovi media in Indonesia avesse reso difficile al "Nuovo Ordine" indonesiano il controllo dell'informazione in patria e all'estero, proprio mentre dopo la fine della guerra fredda negli anni novanta il governo indonesiano si trovava al centro di crescenti critiche internazionali. Alcune copie del filmato del massacro furono distribuite in Indonesia e permisero agli indonesiani di vedere le scene non censurate. Molti gruppi giovanili a favore della democrazia iniziarono ad affrontare apertamente e pubblicamente temi critici non solo riguardo alla situazione di Timor Est, ma anche riguardo al "Nuovo Ordine".

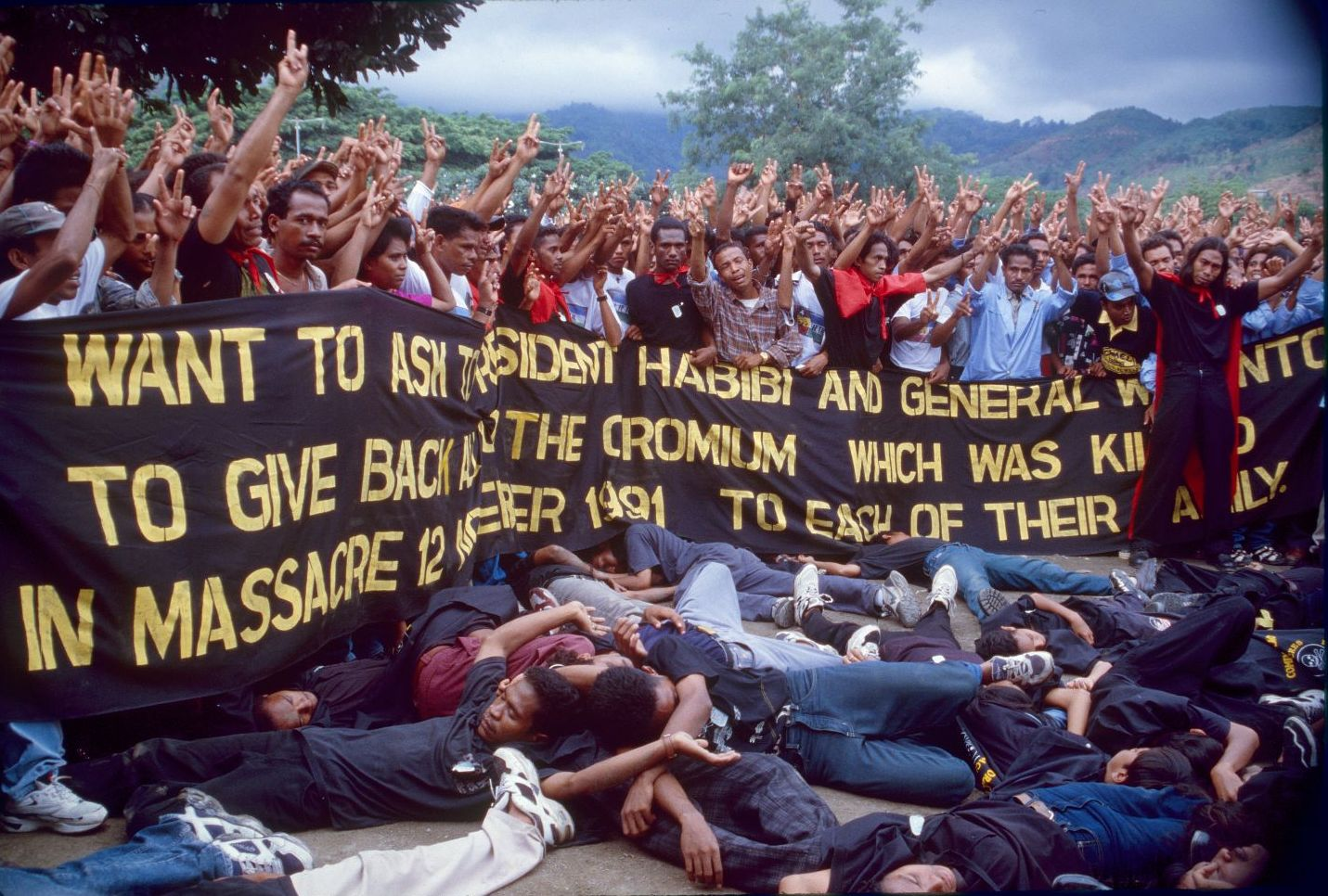
Una ricostruzione del massacro, nel novembre del 1998

Il Congresso degli Stati Uniti votò il taglio dei fondi per l'addestramento dei militari indonesiani. Comunque continuò la vendita di armi dagli Stati Uniti all'Indonesia.
Il massacro spinse il governo portoghese a rafforzare la sua campagna diplomatica. Il Portogallo tentò con scarso successo di aumentare la pressione internazionale verso l'Indonesia sollevando la questione est-timorese nell'ambito dell'Unione europea. Tuttavia, paesi come il Regno Unito avevano intense relazioni economiche con l'Indonesia, inclusa la vendita di armi, e rifiutarono di applicare delle sanzioni.
In Australia, ci furono critiche al riconoscimento da parte del governo federale della sovranità indonesiana su Timor Est. In questo periodo il governo era impegnato a favorire nuove relazioni militari con gli indonesiani. Il ministro degli esteri australiano Gareth Evans dichiarò che le uccisioni erano state "un'aberrazione, non un atto di polizia".
Il 12 novembre è festa nazionale di Timor Est indipendente, ed è ricordato dagli est-timoresi come uno dei giorni più sanguinosi della loro storia e come il giorno che diede rilevanza internazionale alle loro aspirazioni di indipendenza.